# اسن‌گلدی (آق‌مولا)
اسن‌گلدی (قزاقی: Есенкелді) یک منطقه مسکونی در قزاقستان است که در استان آق‌مولا واقع شده است.